# Mogyoród
Mogyoród je vas na Madžarskem, ki upravno spada pod podregijo Gödöllői Županije Pešta.